# Ivica Osim
Ivan „Ivica” Osim (ur. 6 maja 1941 w Sarajewie, zm. 1 maja 2022 w Grazu) – bośniacki piłkarz grający na pozycji pomocnika, reprezentant Jugosławii oraz trener piłkarski.

## Kariera piłkarska
Ivica Osim urodził się w obecnej stolicy Bośni i Hercegowiny, Sarajewie. Także tam zaczynał piłkarską karierę w jednym z najsłynniejszych klubów tego miasta, FK Željezničar. Jednak pomimo tego, iż grał w składzie Željezničara przez 10 sezonów stając się jednym z najlepszych piłkarzy bośniackich w historii, to nie odniósł z tym klubem większych sukcesów takich jak choćby mistrzostwo Jugosławii. Jugosławię opuścił po 10 latach gry w tym klubie (w 1968 roku zaliczył epizod w PEC Zwolle, gdyż wówczas piłkarze mogli opuścić ten kraj dopiero po ukończeniu 28 roku życia. Osim w 1970 roku trafił do Francji do zespołu RC Strasbourg. W drużynie ze Strasburga spędził 2 sezony, potem 3 lata grał w CS Sedan, rok w Valenciennes, by w 1976 roku wrócić do Strasburga i 2 lata później zakończyć piłkarską karierę.
Większe sukcesy niż w piłce klubowej Osim osiągał w reprezentacji Jugosławii. Z reprezentacją brał udział w Letnich Igrzyskach Olimpijskich w Tokio 1964. I tam właśnie miał miejsce jego debiut w reprezentacji – 13 października w wygranym 3:1 meczu z reprezentacją Maroka. Dobrze zagrał w drugim występie, w meczu z reprezentacją Węgier, gdy w pierwszej połowie zdobył dwie bramki dla swojego zespołu, ale Jugosłowianom nie udało się wygrać tego meczu i przegrali go 5:6. Awansowali jednak do ćwierćfinału igrzysk, ale tam nie sprostali reprezentacji Niemiec przegrywając 0:1. Osim grał także w finałowym turnieju Mistrzostw Europy w 1968, ale tam zagrał tylko w półfinałowym meczu z Anglią, który to Jugosławia wygrała 1:0 i awansowała do finału, w którym wystąpiła już bez Osima ostatecznie zostając wicemistrzem Europy. Ostatni, szesnasty występ w reprezentacji Osim zaliczył 30 kwietnia 1969 roku w przegranym 1:2 wyjazdowym meczu z Hiszpanią rozegranym w ramach kwalifikacji do Mistrzostw Świata w 1970. Ogółem w jugosłowiańskiej kadrze Osim zagrał 16 razy i zdobył w niej 8 bramek.

## Kariera trenerska
Po zakończeniu kariery piłkarskiej w 1978 roku Osim powrócił do kraju i został nowym szkoleniowcem klubu, w którym zaczynał karierę, Željezničara Sarajewo. W drużynie tej pracował do roku 1986 i przez 8 lat pracy wywalczył dwukrotnie wicemistrzostwo Jugosławii, awansował do finału Pucharu Jugosławii oraz półfinału Pucharu UEFA. W tym samym czasie był także trenerem olimpijskiej reprezentacji Jugosławii, którą trenował na Letnich Igrzyskach Olimpijskich w Los Angeles 1984. Z Los Angeles przywiózł brązowy medal.
W 1986 roku szefowie federacji zdecydowali się powierzyć Osimowi pierwszą reprezentację. "Plavi" pod jego wodzą awansowali do finałów Mistrzostw Świata we Włoszech. Tam po zwycięstwach 1:0 z Kolumbią i 4:1 z ZEA oraz porażce 1:4 z RFN Jugosłowianie awansowali do 1/8 finału. Tu z kolei wygrali po dogrywce 2:1 z Hiszpanią, a zatrzymała ich dopiero Argentyna, która w ćwierćfinale wygrała dopiero po rzutach karnych. W 1992 roku Jugosławia zakwalifikowała się do Euro 92, jednak z powodu wojny na Bałkanach została wycofana z tej imprezy i zastąpiona Danią. Sam Osim zrezygnował z pracy z kadrą ze względu na rodzinę, która przeżyła serbskie bombardowania Sarajewa. Podczas pracy z kadrą w latach 1991-92 był jednocześnie trenerem Partizana Belgrad, z którym wywalczył Puchar Jugosławii w 1992.
Osim wyjechał z kraju i trafił do Grecji, a tam został trenerem Panathinaikosu Ateny. Przez 2 lata pracy w „Koniczynkach” wywalczył dwa Puchary Grecji (1993 i 1994) oraz wicemistrzostwo w 1993.
W latach 1994–2002 Osim trenował austriacki Sturm Graz, który doprowadził do największych sukcesów w historii klubu czyli dwukrotnego zdobycia mistrzostwa Austrii (1998 i 1999), Pucharu Austrii (1999) i Superpucharu (1998). Pod wodzą Osima Sturm grał także w fazie grupowej Ligi Mistrzów przez 3 sezony z rzędu (1998–2000).
Po zakończeniu pracy w Sturmie Ivica wyemigrował do Japonii. Tam od 2003 do 2006 roku trenował JEF United Ichihara Chiba. Z drużyny tej zbudował kandydata do mistrzostwa Japonii. W 2003 roku JEF zajęło 3. miejsce w Pierwszej Fazie sezonu oraz 2. miejsce w Drugiej Fazie. W 2005 wywalczył pierwsze trofeum w Japonii, zdobywając J-League Cup.
21 lipca 2006 został selekcjonerem reprezentacji Japonii (jego miejsce w JEF United zajął syn Amar). 9 sierpnia zadebiutował meczem z reprezentacją Trynidadu i Tobago, a jego podopieczni wygrali ten mecz 2:0.

## Sukcesy

### Kariera piłkarska
- Uczestnik IO'64
- Wicemistrzostwo Europy: 1968

### Kariera trenerska
- Puchar Jugosławii: 1992
- Puchar Grecji: 1993, 1994
- Superpuchar Grecji: 1994
- Wicemistrzostwo Grecji: 1993
- Mistrzostwo Austrii: 1998, 1999
- Puchar Austrii: 1999
- Superpuchar Austrii: 1998, 1999
- Puchar Ligi (Japonia): 2005

## Odznaczenia
- Złote Promienie z Rozetą Orderu Wschodzącego Słońca (Japonia, 2016)[1]